# Usta subangulata
Usta subangulata är en fjärilsart som beskrevs av Eugène Louis Bouvier 1930. Usta subangulata ingår i släktet Usta och familjen påfågelsspinnare. Inga underarter finns listade i Catalogue of Life.